# Angus Allen
Angus J. Allen, dit Bones Allen, (né le 12 septembre 1881 à Cornwall – mort le 28 juin 1941 à Vancouver au Canada) est un joueur canadien de hockey sur glace et de crosse au début des années 1900. Il a été membre de l'équipe des Sénateurs d'Ottawa qui a remporté la Coupe Stanley de 1904 à 1906. Allen a joué dans les séries de la Coupe Stanley contre Dawson, en 1905.
Allen est mort à Vancouver, en Colombie-Britannique en 1941, après une courte maladie, à l'âge de 59 ans. Il est enterré au Cimetière Ocean View à Burnaby, en Colombie-Britannique. Il a été survécu par son épouse et ses quatre filles.

## Carrière de hockey
Né à Cornwall, en Ontario, Angus est devenu membre du Cornwall Hockey Club en 1901. Il a joué pour le club depuis trois saisons, dans la Southern Ontario Hockey Association et dans la première année de la ligue fédérale de hockey amateur (FAHL) en 1903-04. En 1904-05, il rejoint le club de hockey d'Ottawa alors qu'ils étaient champions de la Coupe Stanley. Il a joué pour Ottawa une seule saison. À l'époque, les professionnels de la crosse était mieux payé que ceux de hockey sur glace, il s'est donc concentré sur sa carrière de crosse. Il a aussi joué une saison de hockey sur glace pour le Cornwall Hockey Club en 1908-09 en ligue fédérale de hockey amateur (FAHL).

## Carrière de crosse

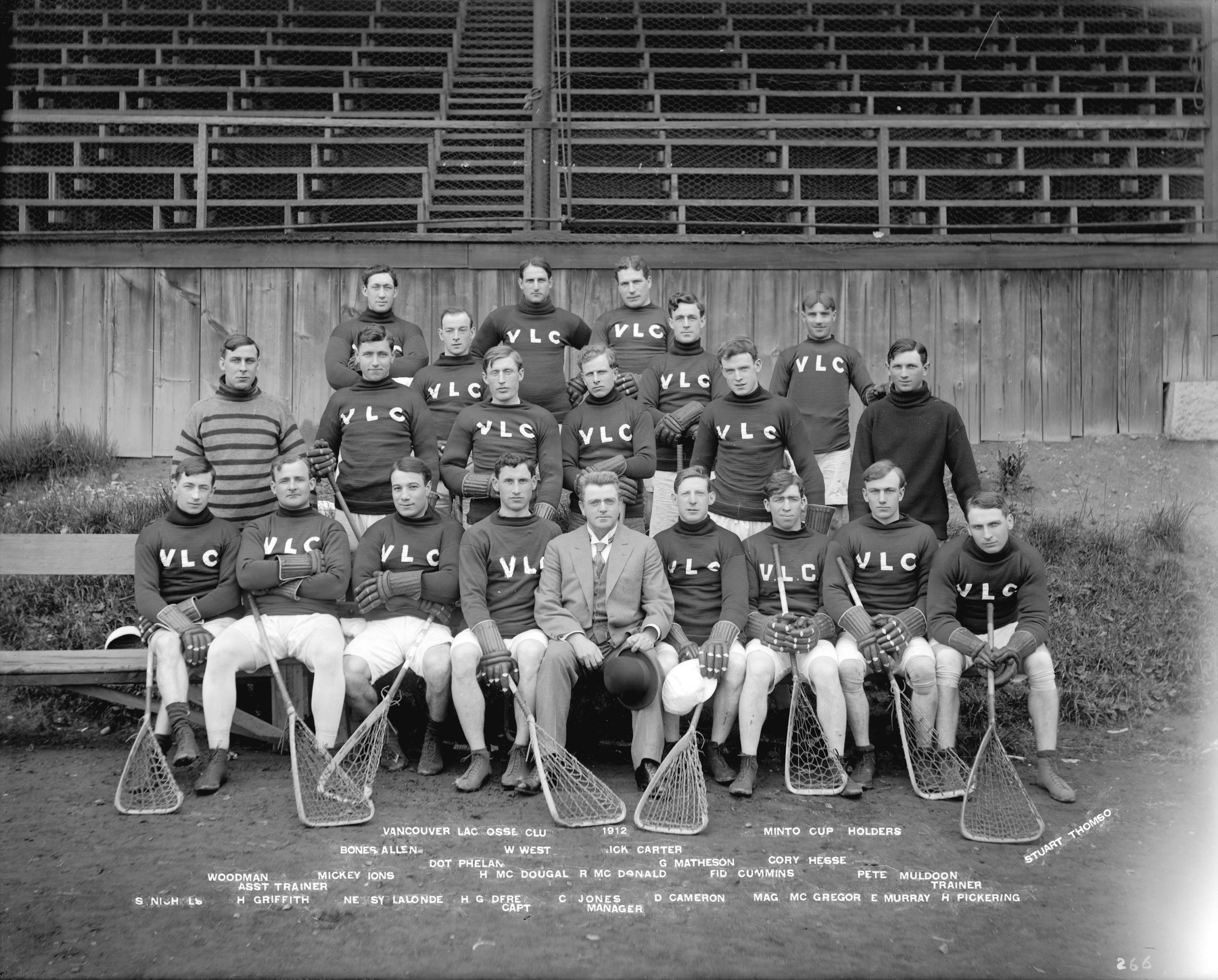
Allen, rangée du haut, tout à gauche, avec le Vancouver Lacrosse Club en 1912.

Allen a commencé à jouer à la crosse en Ontario, vers 1898-99 pour les Ottawa Capitals. En 1908, il est allé à l'ouest en tournée avec l'équipe d'Ottawa et est resté à Vancouver. Il a joué à la crosse en tant que professionnel pour le Vancouver Lacrosse Club entre 1909 et 1915. Il est allé à l'étranger après la saison de 1913, mais est revenu en 1915 pour une dernière saison avec Vancouver. En six saisons à Vancouver (1909-1913 et 1915), il a joué dans plus de 56 matchs et a marqué un total de 38 buts. Il a principalement été un joueur "maison" (milieu de terrain) mais à mi-parcours de sa dernière saison, il a pris une position à l'extérieur de la maison sur l'attaque.
Allen a été intronisé au panthéon canadien de la crosse en tant que joueur de champ en 1966.
| Saison | Équipe                  | Ligue | Matchs | Buts | Pen[Quoi ?] | Punition |
| ------ | ----------------------- | ----- | ------ | ---- | ----------- | -------- |
| 1909   | Vancouver Lacrosse Club | BCLA  | 10     | 9    | 1           | 5        |
| 1910   | Vancouver Lacrosse Club | BCLA  | 11     | 10   | 3           | 15       |
| 1911   | Vancouver Lacrosse Club | BCLA  | 14     | 4    | 11          | 60       |
| 1912   | Vancouver Lacrosse Club | BCLA  | 6      | 5    | 0           | 0        |
| 1913   | Vancouver Lacrosse Club | BCLA  | 7      | 4    | 2           | 10       |
| 1915   | Vancouver Lacrosse Club | BCLA  | 8      | 6    | 4           | 20       |